# Gà Rosecomb

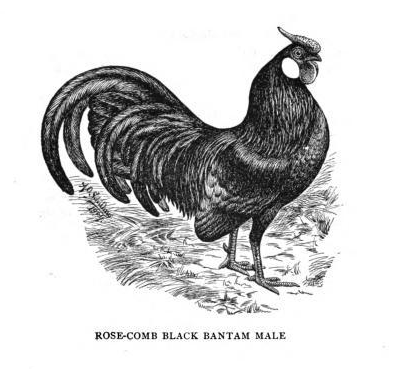
Gà Rosecomb

Gà mồng trà hay còn gọi là gà Rosecomb là một giống gà xuất xứ từ Anh quốc thời Trung cổ, tên của chúng được đặt theo tên gọi của chiếc mồng của chúng. Chúng được nuôi làm gà kiểng. Dù nguyên nhân dẫn đến sự ra đời của giống gà còn chưa rõ ràng và thiếu yếu tố thương mại. Hầu hết mọi người lai tạo chúng để triển lãm, hay chỉ để làm gà kiểng. Ngày nay, Tiêu chuẩn Gà tre liệt Rosecomb vào một trong mười giống gà phổ biến nhất ở Mỹ. Chúng ngày càng phổ biến và có nhiều nhà lai tạo ở bờ đông và bờ tây nước Mỹ.

## Đặc điểm
Đây là giống gà tre tầm trung, nặng 0,6 kg, mào đẹp và tai trắng. Mồng trà (rose) của chúng là dạng mồng đặc, rộng, gần như bằng phẳng trên nóc, ít thịt, phần cuối có chỏm kéo dài gần như nằm ngang như ở giống gà Rosecomb này. Những cá thể gà Rosecomb đầu tiên có mồng chưa hoàn hảo và quá nhiều màu đỏ trên tai, và nhiều cá thể được chỉnh sửa hơn là lai tạo, người trưng bày thường che đậy màu đỏ ở vành tai bằng màu trắng nhân tạo. Một số nghệ nhân chơi gà hồi đó thường tỉa mồng thành hình dạng thích hợp.
Nhiều người gặp khó khăn khi lai tạo gà Rosecomb. Tỷ lệ thụ tinh thường thấp chủ yếu bắt nguồn từ việc lai cận huyết quá sâu giữa các dòng trong nỗ lực bảo tồn giống gà. Người ta đã lai xa với những dòng gà khác thu về chỉ hai hay ba con mỗi năm. Tỷ lệ nở cũng có xu hướng thấp ở gà này do phôi đặc biệt nhạy cảm với độ ẩm, phôi chết vào ngày ấp thứ mười bảy hay mười tám do chỗ lồng ấp quá ẩm, nhất là vào giai đoạn nở, khiến gà con chết sặc bên trong vỏ. Gà nở nên để chúng nở sớm trước mùa đông vì chúng cần một thời gian dài để phát triển và ra lông đầy đủ.

## Lịch sử

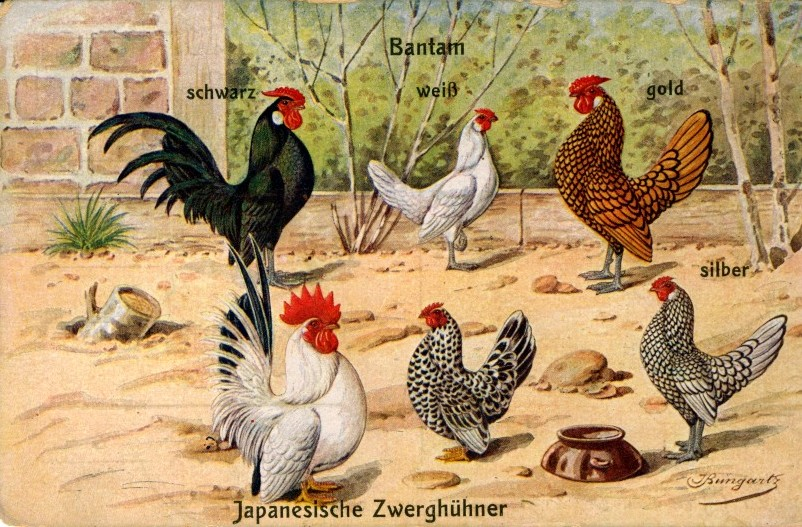
Các giống gà của Anh

Có nhiều tranh cãi về nguồn gốc của giống gà Rosecomb, có ý kiến cho cho rằng gà Rosecomb là những con gà tre gốc theo đó, gà tre Rosecomb là hậu duệ trực hệ của cặp gà tre đầu tiên trên thế giới, và cùng với gà Nam Kinh (Nankin) và Rosecomb là những giống gà tre cảnh xuất hiện sớm nhất, gà Rosecomb được cho là phiên bản mini của gà Hamburg và xuất xứ từ Hà Lan lại có ý kiến khác cho rằng chúng xuất xứ từ đảo Java. Các biến thể ô và nhạn ở gà Rosecomb được trưng bày lần đầu dưới tên "african" vào năm 1849 và năm 1904. Tuy nhiên, tên gọi "african", khôngcho thấy gà Rosecomb xuất xứ từ châu Phi.
Hiện nay, nguồn gốc được công nhận rộng rãi là với Hiệp hội Gà tre Mỹ (American Bantam Association) như trong bản Tiêu chuẩn Gà tre (Bantam Standard), đó là gà Rosecomb xuất xứ từ Anh quốc từ năm 1493. Ban đầu, từ "rosecomb" không ám chỉ bất kỳ giống gà riêng biệt nào, mà là tên chung của một số giống gà có dạng mồng trà. Gà rosecomb đã có nhiều cải tiến do công của Enoch Hutton trên bốn mươi năm, và đạt được những tiến bộ trong việc cải thiện chúng. Ông lai biến thể nhạn và ô với nhau để đạt được chất lượng tốt nhất ở mỗi dòng. Ông cũng đưa những con gà trống Hamburg ô cỡ nhỏ vào chương trình lai tạo, để cải thiện cả hai dòng và chất lượng lông.
Ông Pickering cải thiện rosecomb bằng việc lai mái nhạn với trống hamburg ô. Ông chọn trống hamburg thay vì gà trống Rosecomb bởi vì vào thời đó, chất lượng lông và tai của gà Hamburg tốt hơn đa phần gà Rosecomb. Vào năm 1483, ông sở hữu một lữ quán ở Anh và nuôi một bầy nhỏ gà rosecomb. Vua Richard III thường ở trọ trong lữ quán của ông và để ý đến lũ gà với vành tai nổi bật và bắt đầu nuôi vài con khiến chúng trở nên rất phổ biến trong giới quý tộc Anh thời đó, và sự phổ biến này được duy trì cho đến tận ngày nay. 

## Triển lãm

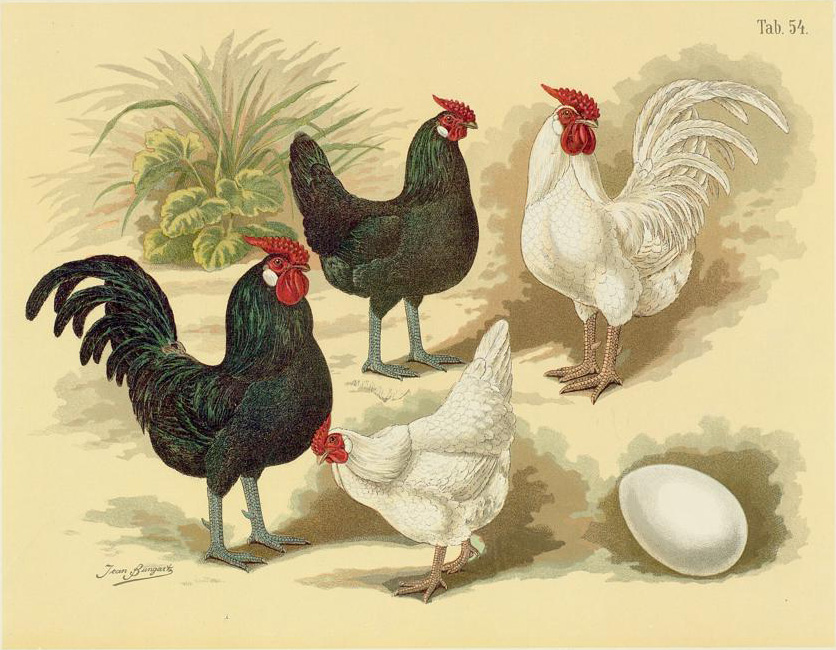
Các giống gà triển lãm ở Anh

Gà Rosecomb có lịch sử triển lãm tương đối lâu dài. Gà rosecomb cả trong quá khứ lẫn hiện tại được cải thiện cho mục đích triển lãm. Người ta nuôi và trưng bày gà vì họ thích vẻ bề ngoài của chúng. Việc trưng bày chúng lần đầu tại Triển lãm Boston lần thứ nhất vào năm 1849 và tiếp tục xuất hiện từ đó cho đến ngày nay. Dẫu thay đổi tùy triển lãm hay khu vực, số lượng Gà Rosecomb trưng bày ngày càng nhiều khi giống gà trở nên phổ biến. Từng có hai mươi ba con Rosecomb được trưng bày tại Triển lãm New York 1893, trong khi sáu mươi con được trưng bày tại Triển lãm New York 1903. Những triển lãm ngày nay có thể có từ nửa tá đến vài trăm con rosecomb tùy quy mô. 